# Józef Staniszewski
Józef Staniszewski (ur. 13 sierpnia 1870 w Bukowej, zm. 13 listopada 1953 w Brzostku) – chłop, polityk ludowy i poseł do austriackiej Rady Państwa.
Pochodził z rodziny chłopskiej, syn właściciela gospodarstwa w Bukowej. Ukończył szkołę powszechną w Bukowej i niższe gimnazjum w Jaśle. Służbę wojskową w armii austro-węgierskiej odbył 32 pułku piechoty w Nowym Sączu, gdzie dosłużył się stopnia kaprala. W latach 1906–1907 pracował jako sekretarz Rady Powiatowej w Pilznie. W 1908 r. kupił 24 morgi pola w Brzostku, zbudował dom i zabudowania gospodarcze. Współtwórca Kasy Stefczyka w Brzostku. Był działaczem Polskiego Stronnictwa Ludowego, współpracownikiem Jana Stapińskiego. Po rozłamie w 1913 w PSL „Piast”.
Poseł do austriackiej Rady Państwa XI kadencji (17 lutego 1907 – 30 marca 1911) wybrany z listy PSL. w okręgu wyborczym nr 43 (Pilzno-Ropczyce). Był członkiem grupy posłów PSL i Koła Polskiego w Wiedniu.
Żonaty z Marią z Doboszów z Zawadki Brzosteckiej. Miał z nią dwóch synów: Jana i Piotra (w 1944 zamordowani przez gestapo) oraz 6 córek. Pochowany na cmentarzu w Brzostku.